# Burbuja de los mares del Sur

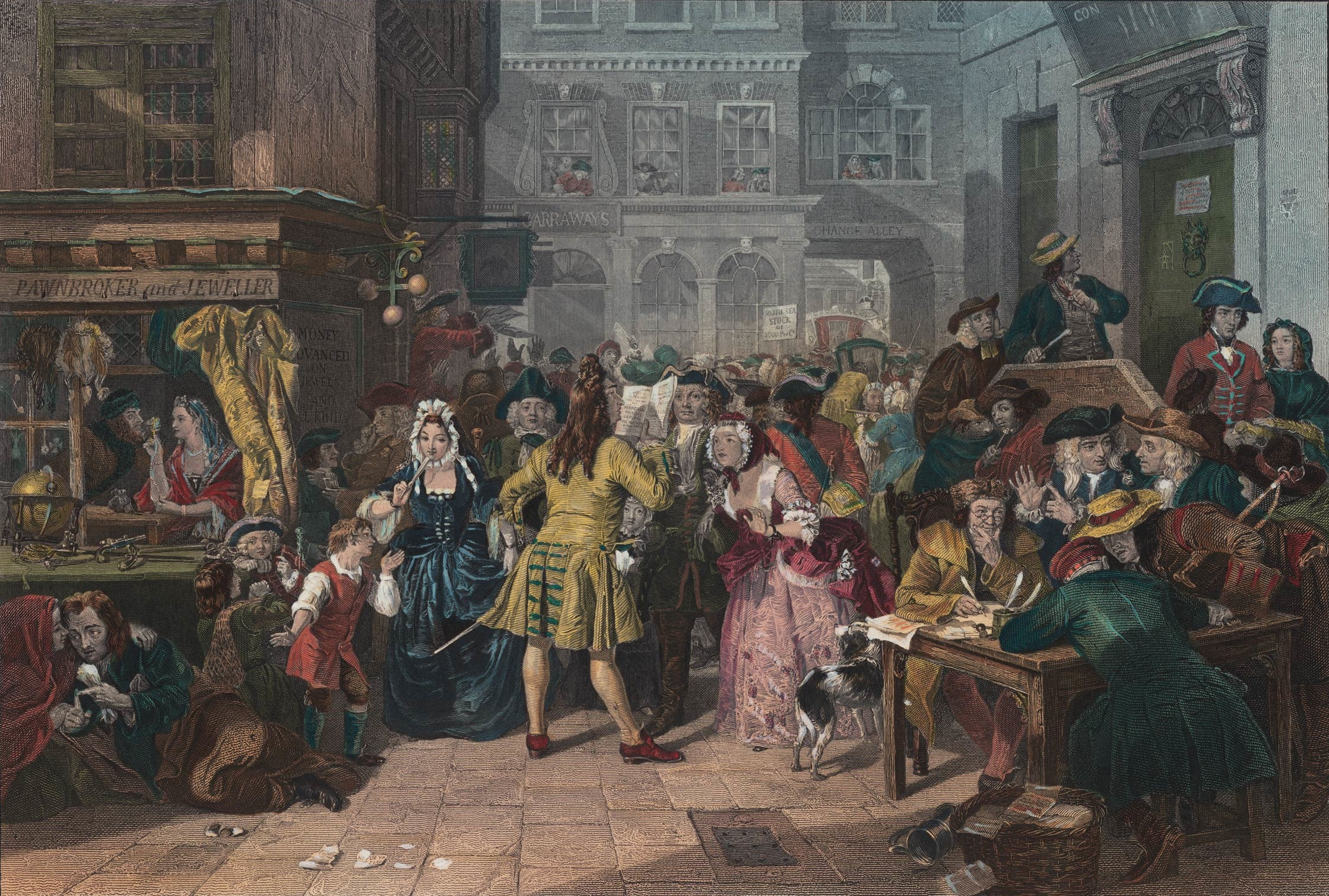
E. M. Ward, La burbuja de los mares del sur, 1846.

Se conoce como burbuja de los mares del sur a una burbuja especulativa que ocurrió en Gran Bretaña a principios del siglo XVIII, y que condujo al llamado crack de 1720. La burbuja especulativa se produjo alrededor de las acciones de la Compañía de los mares del sur (South Sea Company), una compañía de comercio internacional que tenía el monopolio del comercio británico con el Imperio Español de Sudamérica y las Indias Occidentales.
Los derechos comerciales exclusivos (el asiento comercial) le habían sido concedidos como parte del Tratado de Utrecht que puso fin a la Guerra de Sucesión Española. A cambio del monopolio sobre dicho asiento, la Compañía de los Mares del Sur asumió toda la deuda británica sobre los costos de la participación del Reino Unido en dicho conflicto. Dado que el comercio directo con los virreinatos españoles estaba muy restringido, muchos inversores ingleses vieron en el asiento de la Compañía una fabulosa oportunidad de negocio. Las historias y rumores sobre las riquezas de Sudamérica a la espera de ser importadas a Europa hicieron que muchos ahorradores británicos, desde los más humildes hasta los lores más ricos del país, invirtieran y se sumaran al frenesí especulador.
En 1720, cuando las condiciones específicas del Tratado de Utrecht se hicieron públicas y las promesas de oportunidades de negocio dejaron de verse como realizables, la burbuja especulativa explotó. Constituye (junto a la crisis del tulipán de 1637) uno de los primeros cracks económicos de la Historia.

## Antecedentes
La Compañía de los mares del sur (South Sea Company) fue fundada en 1711 por el Lord Tesorero Robert Harley (entonces jefe del partido Tory, y ministro principal del gobierno), y John Blunt, quien fuera director de la fallida Sword Blade Company. El propósito inicial de la Compañía no era tanto el comercio con América como la colocación y gestión de la deuda del naciente Imperio británico, que por aquel entonces se hallaba inmerso en la costosa guerra de sucesión española. Previamente Harley había tratado de crear una compañía con patente bancaria, pero ello chocó frontalmente con la oposición del Parlamento y de la Corona, dado que ello atentaba contra la exclusividad del Banco de Inglaterra como compañía bancaria flotante, por aquel entonces en manos del partido Whig, rivales políticos de los tories liderados por Harley. La creación de la Compañía de los mares del sur fue el instrumento legal del que se sirvió Harvey para soslayar a los whigs y financiar la deuda del gobierno británico en un período de costosas guerras.
Desde el primer momento, la intención de Harley y Blunt era la de emplear a la Compañía para atraer inversores en letras y bonos del estado. A fin de hacerla más atractiva y convencerlos de que asumieran los riesgos derivados de la deuda de guerra británica, el gobierno inglés concedió a la Compañía los derechos exclusivos de comercio con los virreinatos americanos de España, derechos que había adquirido en 1711 en virtud de los acuerdos preliminares entre el gobierno británico y Luis XIV de Francia previos a la firma de la Paz de Utrecht en 1713.
Así, en 1711 fundaron la Compañía, convenciendo a los accionistas de que asumieran un total de 10 millones de libras esterlinas (el equivalente actual a unos 1000 millones de libras) en deuda del estado a cambio de acciones en la Compañía. A cambio, el gobierno concedió a los bonistas una anualidad a perpetuidad por valor del 6 % de interés sobre los 10 millones. El gobierno tenía intención de financiar la operación por medio de las tasas y tarifas comerciales sobre los bienes importados de Sudamérica por la propia Compañía.
Este arreglo inicial hizo muy atractiva la inversión en la Compañía. En 1713 se firmó la Paz de Utrecht, y el asiento comercial de la Compañía se hizo público en términos mucho más desfavorables de lo inicialmente anunciado. En virtud del mismo, Felipe V de España concedía a la Compañía el derecho a importar esclavos a los virreinatos españoles del Caribe, y a enviar un barco comercial al año. Estos términos era mucho menos generosos que lo inicialmente anunciado, pero la Compañía, ahora firmemente establecida, siguió atrayendo inversores debido a la estabilidad ofrecida por los bonos del tesoro británico.
En 1715 la Compañía asumió otros 2 millones de libras de deuda del gobierno. Sin embargo, para 1717 el pago de las anualidades de los bonos se había convertido en una carga onerosa para el tesoro británico. Al mismo tiempo, los gastos del estado se habían incrementado a unos 65 millones de libras anuales sin que la recaudación hubiera crecido a consecuencia de la fracasada expansión comercial en la América española.
Los crecientes gastos hicieron que para 1719 el gobierno británico tuviera una deuda de unos 50 millones de libras, de la que unos 4 millones estaban controlados por el Banco de Inglaterra, 3 por la Compañía Británica de las Indias Orientales y 12 por la Compañía de los mares del sur. Presionado por Harley, en 1719 el director de la Compañía, John Blunt, propuso adquirir algo más de la mitad de toda la deuda del estado. La operación se financiaría con una ampliación de capital de la propia Compañía por medio de la emisión de nuevas acciones. A cambio, los intereses de la deuda se reduciría al 5 % anual hasta 1727, y a un 4 % anual a partir de entonces.

## La burbuja de los Mares del Sur
Esta operación de refinanciación de la deuda pública se aplicó únicamente sobre la deuda controlada por bonistas ajenos a la Compañía, por lo que aunque podría calificarse como una quita de deuda, garantizó una fuente de ingresos constante para los nuevos accionistas de la Compañía. Así, pese a que los ingresos comerciales de la misma por su comercio con los virreinatos españoles eran muy modestos, la Compañía continuó siendo una opción atractiva para los inversores británicos. La aparente estabilidad de los ingresos de la Compañía fue el primer factor desencadenante de la llamada burbuja de los mares del sur.
Para mantener el apetito de los inversores por las acciones de la Compañía y, por tanto, de la deuda británica, hacia 1719 la Compañía comenzó a divulgar rumores cada vez más extravagantes sobre el valor potencial de su comercio con el Nuevo Mundo. Se hablaba de cantidades fabulosas de oro y plata sudamericanas a la espera de ser importadas a Europa. La percepción de las actividades comerciales de la Compañía como potencialmente muy lucrativas fue el segundo factor que condujo a la burbuja.
En tercer lugar, a comienzos de 1720 la Compañía recibió una línea de crédito del propio Parlamento Británico por valor de 70 millones de libras para la expansión comercial de las actividades de la Compañía.
Esto último, unido a lo anterior, causó auténtico frenesí entre los inversores británicos, que creyendo que la línea de crédito significaba que las promesas de fabulosas riquezas americanas pronto se harían realidad, hicieron que el valor de las acciones se disparara, pasando de 128 libras por acción en enero de 1720 a 550 libras a finales de mayo.
La compañía obtuvo la licencia real para comerciar en exclusiva de manera que su atractivo aumentó y sus acciones llegaron a las 890 libras a principios de junio. Este pico incitó a algunos inversores a vender; para limitar la presión bajistas, los directores de la compañía ordenaron a sus agentes comprar títulos, manteniendo así su valor en torno a las 750 libras.

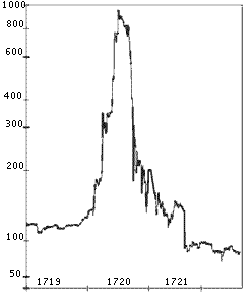
Cotización de la Compañía de los mares del sur.

Muchos de los inversores fueron destacados políticos ingleses, a los que se les ofreció la opción de comprar acciones a precio de mercado con el derecho a vendérselas a la propia Compañía a fecha posterior embolsándose la ganancia. Esto fue uno de los factores fundamentales que impulsaron aún más el valor de las acciones de la Compañía, por cuanto ofrecía un incentivo claro a la especulación y, al mismo tiempo, envolvía la operación en un halo de prestigio asociado al alto rango de muchos de los accionistas.
El rápido aumento del valor de la acción provocó un frenesí especulativo por todo el país. Los inversores se interesaron por los mares del sur, pero también por otras acciones. De manera repentina surgieron todo tipo de compañías dedicadas a labores como asegurar caballos, mejorar el arte de hacer jabón, transmutar mercurio en un metal precioso maleable, producir hierro a partir de carbón o mejorar jardines. A todas estas compañías se les llamó compañías burbuja porque parecían crecer en torno a la Compañía de los mares del sur.
A principios de agosto de 1720 la cotización alcanzó las 1000 libras, y la tendencia cambió bruscamente. Aparte del obvio agotamiento de los recursos económicos de la mayoría de pequeños ahorradores para poder adquirir acciones (1000 libras de aquel entonces equivalían casi a un millón de libras del año 2000), la situación se vio exacerbada por un plan que John Blunt había instituido previamente ese año para incrementar aún más el valor de las acciones: que los inversores pudieran comprar acciones de la Compañía con dinero prestado por la propia Compañía. A fin de poder hacer frente a los pagos de la deuda adquirida, cuyo primer vencimiento era en agosto, muchos accionistas decidieron aprovechar el alto valor de las acciones en aquel momento para venderlas y financiar así su propia deuda con la misma.
Esto produjo una espiral descendente en los precios de las acciones. Al mismo tiempo, otras dos burbujas estallaron en Ámsterdam y París (Compañía del Misisipi de John Law), ambas basadas en esquemas parecidos, y las noticias de ello aceleraron la caída de la cotización.
La crisis se propagó a los bancos ingleses, mucho de los cuales se habían endeudado fuertemente para adquirir y especular con acciones; ello produjo un repentino número de bancarrotas comerciales. Entre los accionistas que se arruinaron estuvieron miembros del gobierno, incluso Isaac Newton, quien después de haber obtenido una plusvalía de 7000 libras en abril, acabó perdiendo 20 000 libras. Más tarde, declaró: «Puedo predecir el movimiento de los cuerpos celestes, pero no la locura de las gentes.»

## Consecuencias
La cotización quedó en 100 libras antes del fin de año. Ante la cólera de los inversores, el Parlamento se disolvió en diciembre, y una comisión ocupó su lugar. En su informe publicado en 1721, se reveló un fraude de gran amplitud organizado por los directores de la compañía. Los directores fueron arrestados y llevados a la Torre de Londres. La mayor parte fueron desposeídos de sus bienes. Así, a John Blunt no le quedaron más que 5000 libras de las 183 000 que tenía. James Cragg se suicidó. El nuevo canciller del Exchequer y el primer lord del tesoro, Robert Walpole, anunciaron una serie de medidas para restablecer la confianza pública y la solvencia de la compañía.
La compañía continuó con su comercio (cuando no quedaba interrumpido por la guerra) hasta el final de la Guerra de los siete años. Sin embargo, su principal función fue siempre manejar la deuda gubernamental, más que comerciar con las colonias españolas. La compañía de los mares del sur continuó encargándose de administrar parte de la deuda nacional hasta que se abolió en los años 1850.